# جان تيلو
جان أُغاستي ماري تيلو (بالإنجليزية: Jean Auguste Marie Tilho)‏ (1مايو 1875- 8 أبريل 1956) هو ضابط ومستكشف فرنسي، اشتهر باستكشافه مناطق وسط القارة الأفريقية.

## السيرة الذاتية
تخرج من مدرسة سان سير العسكرية عام 1895، والتحق بالكتائب الاستعمارية الفرنسية، وشارك منذ وصوله قارة أفريقيا في مهام ترسيم الحدود. بالفترة بين (1903-1904) شارك بحملة الضابط الفرنسي هنري مول لترسيم الحدود بين النيجر الفرنسية ونيجيريا البريطانية. وفي عام 1906 ترأس بعثة سياسية علميّة في نفس المجال.
خلال عمله عبر من غايا ودالول ماروي وجوبير وداميرغو وبحيرة تشاد وبوسو.
وصل تشاد عام 1908 واستكشف بحيرة فيتري وبحر الغزال، وضعه الجنرال  فيكتور إيمانويل لارجو قائدًا على إقليم كانم عام 1912. وشارك بحملاتٍ عسكريّة على إقليم بوركو وإقليم إنيدي. درس المناخ والعلوم الطبيعية ووصف الأعراق البشرية والجغرافيا على حدود تشاد والسودان وليبيا.
في عام 1914 نُصّب قائدًا على دائرة بوركو إنيدي من قِبل الجنرال لارجو، خلالها قاتل ضد العائلة السنوسية، بقي بهذا المنصب حتى عام 1917.

## الانجازات العلمية
حدد موقع بحيرة تشاد بشكل دقيق، وأثبت أن اتصال نهر النيل ببحيرة تشاد غير ممكن، وأن التغيرات التي تحدث للبحيرة هو بسبب المناخ لا غير. وقال بأن جفاف البحيرة طبيعيًا غير وارد، لكن قد تجف بسبب الاستحواذ على مياه نهر لوغون ونهر بنوي نهر شاري.
رسم خرائط تفصيلية للغاية لمساحة تزيد عن 2000 كم للمنطقة الممتدة من إقليم تيبستي إلى دارفور، كما حدد الارتفاع الحقيقي لبركان تارسو توسيدي، بعدما كان يُعتقد أنه أقل ارتفاعًا.
لذلك انتُخب كعضوًا في الأكاديمية الفرنسية للعلوم، ثم أصبح عميدًا بالجيش الفرنسي عام 1932، ثم نال وسام جوقة الشرف من رتبة ضابط عظيم عام 1935.